# Le avventure di Chuck & Friends
Le avventure di Chuck & Friends (The Adventures of Chuck and Friends) è un cartone animato statunitense-canadese del canale TV (digitale terrestre) Cartoonito dedicato ai più piccoli.

## Trama
Chuck è un camioncino rosso che vive con sua madre e con suo padre, nell'officina di famiglia. Talvolta torna a casa anche il fratello maggiore Rally, campione di corsa su pista e su sterrato, che insegna a Chuck come si corre. In alcuni episodi vengono degli esperti per valutare Chuck nelle corse e Rally torna a casa per esercitarsi con il fratellino.
Chuck è un tipo molto imprevedibile, avventuroso e con i suoi amici si diverte a fare tante marachelle. Negli episodi è presente anche il cuginetto di Chuck. Gli amici si aiutano a vicenda e a Natale si offrono i regali, ma c'è qualcuno che li fa arrivare perché spazza la neve che ostacolava i camion di consegna. Certe volte litigano ma poi ben presto tra loro ritorna la pace. Ogni giorno Chuck incontra nuovi camion e sogna di fare il loro lavoro, infatti in ogni episodio Chuck osserva il lavoro di chi incontra, dice "Uau!" e nella nuvoletta (pensa) si vede Chuck che fa il mestiere dei camion. Da lì nascono tante idee da realizzare con i suoi amici.

## Tematiche
Secondo alcuni sondaggi Chuck è il cartone preferito di molti bambini anche perché i suoi cartoni sono molto educativi, trasmettono valori importanti come l'amicizia e sono anche "portatori" di importanti morali come l'aiuto e il sostegno reciproco.
Gli episodi trattano molto l'argomento del riciclaggio: Chuck e i suoi amici vanno a giocare ogni mattina in una discarica. I suoi rifiuti sono usati per costruire divertimenti e certe volte proprio le montagne di rifiuti creano uno scivolo per i giocherelloni.

## Personaggi
- Chuck: il protagonista del cartone. È un camioncino rosso imprevedibile, avventuroso simpatico, ma un po' combina guai.
- Digger: è una ruspa dal forte accento spagnolo.  Anche lui è molto simpatico.
- Soku: assomiglia in tutto e per tutto ad un Cadillac Escalade, proviene dal Giappone; ha un fratello di nome Kazuo che parla solo giapponese e non capisce le regole dei giochi nella lingua di Chuck e i suoi amici. In quegli episodi Soku insegna a Chuck e i suoi amici a capire il giapponese. È molto gentile, ma ha paura di sporcarsi.
- Rowdy: è un comunissimo camion per la spazzatura e se c'è bisogno di costruire qualcosa tira fuori da sé stesso dei rottami utili per costruire nuovi oggetti. È gentile e disponibile.
- Handy: è un carro attrezzi. Sempre pronto ad aiutare gli altri e ad aggiustare le cose.
- Biggs: è un Monster truck arancio pallido lucido. E molto energico e simpatico.
- Boomer: è un'autopompa. Nelle occasioni in cui serve dell'acqua, ne offre subito un po'. È fifone, timoroso e timido,ma anche dolce e gentile.
- Haulie: la mamma di Chuck. È un muletto. È dolce con tutti, ma severa se chuck combina un guaio. E
- Porter: il papà di Chuck. È una trivella. È allegro e solare e severo se chuck combina un guaio.
- Gunther e Semi-Steve: dipendenti dell'officina. Di solito non appaiono e non parlano, ma si sente il suono del loro clacson (solo la mamma e il papà di Chuck lo capiscono).

## Doppiatori
| Personaggi | Voce italiana     |
| ---------- | ----------------- |
| Chuck      | Patrizia Mottola  |
| Rowdy      | Diego Sabre       |
| Boomer     | Stefano Pozzi     |
| Soku       | Luca Bottale      |
| Handy      | Davide Garbolino  |
| Porter     | Marco Balzarotti  |
| Haulie     | Lorella De Luca   |
| Digger     | Ruggero Andreozzi |
| Biggs      | Marco Benedetti   |

## Episodi
1. Una consegna speciale – Il troppo stroppia
2. La sostituzione dell'argano – Il piccolo grande Chuck
3. La corsa di Rally  – Volare a quattro ruote
4. Il fortino Chuck – Giocare al circo
5. La revisione – La scorciatoia
6. Scavare in profondità – Ciak, motore, azione
7. Il primo concerto – Il mistero della tromba perduta
8. Capodanno – Lo spazzaneve
9. Una scelta difficile – Il migliore
10. La voragine – Festa a sorpresa
11. La squadra di Chuck – Una notte in campeggio
12. Il camion venuto dalla luna – Attori e personaggi
13. Il sonnambulo – L'intrepido Chuck
14. Le gomme da corsa – L'officina fiorita
15. Chuck atomico – Lo spirito del vincitore
16. Il videogioco – Giochi da piccoli
17. Il concorso alla radio – La crisi di Rally
18. Il caro, vecchio Biggs – L'influenza
19. Levare le ancore – Le creazioni di Chuck
20. La gelosia di Chuck – Haulie ti presento Porter
21. L'arte di essere Chuck – I cinque sensi
22. Giocare in spiaggia – Nascondino
23. Attacco di Chuck – Soko Kun
24. Unirsi a un club - L'ammaccatura
25. Hai sentito – Costruire un ponte
26. Alla ricerca del coprimozzo perduto – Lo stemma sul cofano